# Sibnarayan Ray

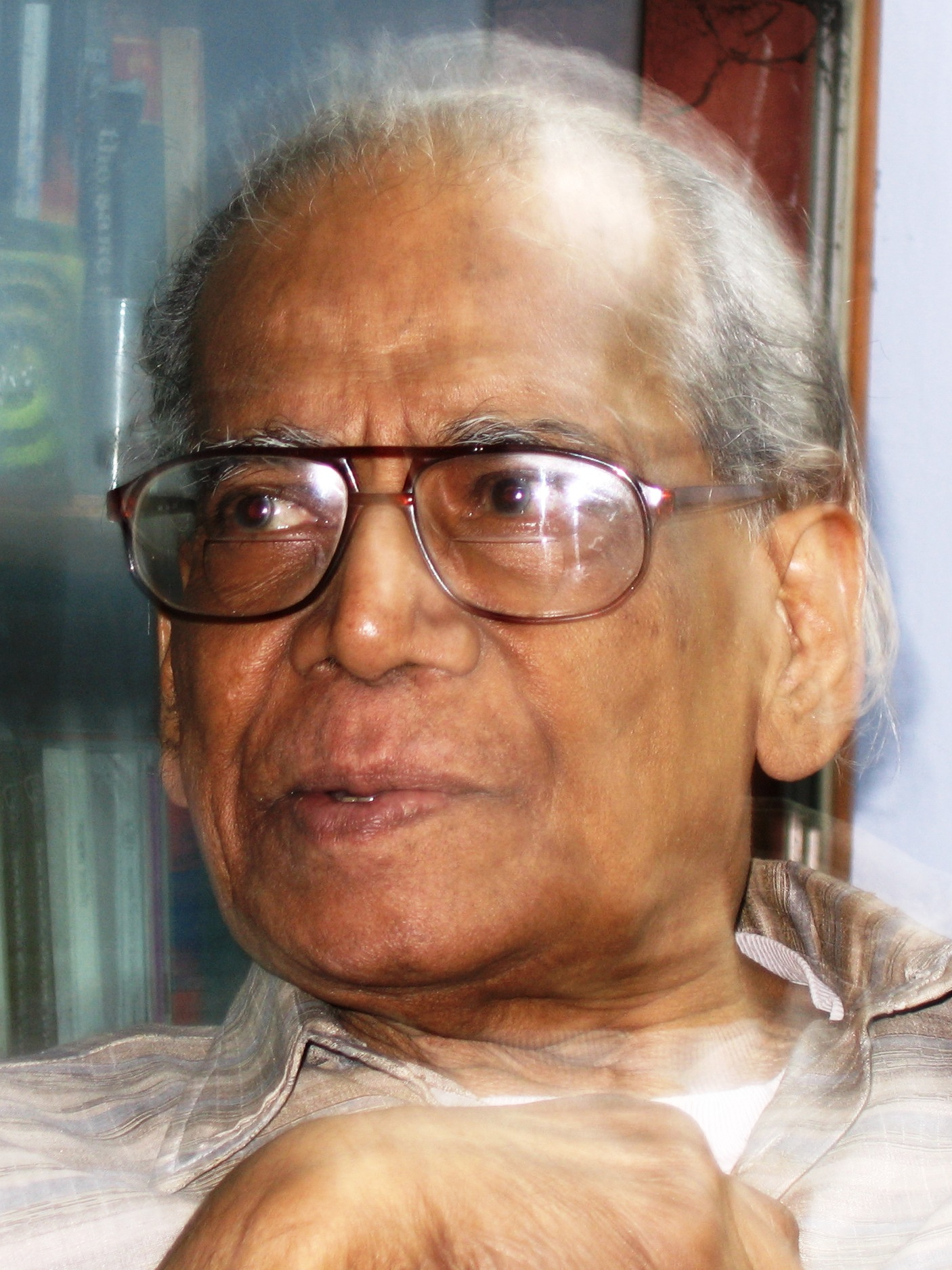
Sibnarayan Ray, 2006

Sibnarayan Ray (Bengalisch: শিবনারায়ণ রায়, Śibnārāẏaṇ Rāẏ, Shibnarayan Ray; * 20. Januar 1921 in Kolkata, Westbengalen; † 26. Februar 2008 in Shantiniketan, Westbengalen) war ein bedeutender indisch-bengalischer Philosoph und Literaturkritiker. Nachhaltige Bekanntheit erlangten seine Arbeiten über Manabendra Nath Roy.

## Leben
Ray wurde in eine belesene Familie geboren. Früh wandte er sich dem Sozialismus zu, stand aber in Opposition zu Stalin. Er schloss an der Calcutta University ab (Englisch und Literatur). Er wirkte in den Jahren 1963 bis 1981 an der Melbourne University. Ray war Anhänger des radikalen Humanismus von Manabendra Nath Roy. Er wandte sich gegen Religionen, da sie das freie Denken hindern.

## Werk (Auswahl)
- Prekshita (1945)
- Kobir Nirbashon O Onanyana Bhawna (1973)

| Personendaten    | Personendaten                                        |
| ---------------- | ---------------------------------------------------- |
| NAME             | Ray, Sibnarayan                                      |
| KURZBESCHREIBUNG | indisch-bengalischer Philosoph und Literaturkritiker |
| GEBURTSDATUM     | 20. Januar 1921                                      |
| GEBURTSORT       | Kolkata                                              |
| STERBEDATUM      | 26. Februar 2008                                     |
| STERBEORT        | Shantiniketan                                        |